# Anthodioctes panamensis
Anthodioctes panamensis är en biart som först beskrevs av Urban 1998.  Anthodioctes panamensis ingår i släktet Anthodioctes och familjen buksamlarbin. Inga underarter finns listade i Catalogue of Life.